# Elżbieta Bawarska (królowa Niemiec)
Elżbieta Bawarska (ur. ok. 1227 w Landshut, zm. 9 października 1273 w Tyrolu) – królowa Niemiec i Sycylii, córka księcia Bawarii Ottona II Wittelsbacha i Agnieszki, córki Henryka V, hrabiego palatyna Renu.
Książę Otton należał do przeciwników politycznych cesarza Fryderyka II. Jednak w 1241 r. zmienił front i doszedł do porozumienia z cesarzem. Aby umocnić nowy sojusz Otton i Fryderyk zadecydowali o małżeństwie swoich dzieci. Elżbieta miała poślubić Konrada IV (1228–1254), syna Fryderyka i jego drugiej żony Jolanty Jerozolimskiej, córki Jana z Brienne. Ślub Elżbiety i Konrada odbył się 1 września 1246 r. w jej rodzinnym Landshut. Małżonkowie mieli razem jednego syna:
- Konradyn (1252–1268), król Sycylii i król Jerozolimy.

Od momentu ślubu Elżbieta zyskała prawo do tytułu królowej Niemiec. Po śmierci swojego teścia w 1250 r. została również królową Sycylii. Przebywała w Niemczech ze swoim synem, podczas gdy mąż walczył we Włoszech z papieżem Innocentym IV. Konrad zmarł 21 maja 1254 r. z powodu malarii. 2-letni Konradyn został dziedzicem koron Sycylii i Jerozolimy.
Elżbieta pozostawała wdową przed 5 lat. W 1259 r. poślubiła księcia Karyntii Meinharda (1238-1295), syna Meinharda I von Gorizia-Tyrol i Adelajdy, córki hrabiego Tyrolu Albrechta III. Meinhard i Elżbieta mieli razem czterech synów i dwie córki:
- Elżbieta (1262–1313), żona króla Niemiec Albrechta I Habsburga
- Otton III (zm. 1310), książę Karyntii i hrabia Tyrolu, ojciec Elżbiety Karynckiej, żony króla Sycylii Piotra II
- Albrecht (zm. 1292)
- Ludwik (zm. 1305)
- Henryk Karyncki (1265–1335), król Czech
- Agnieszka (zm. 14 maja 1291), żona Fryderyka I Mężnego, margrabiego Miśni i landgrafa Turyngii

Syn Elżbiety z pierwszego małżeństwa, Konradyn, był dziedzicem tronu Jerozolimy i Sycylii. Tron sycylijski utracił rychło na rzecz nieślubnego syna Fryderyka II, Manfreda, który w 1266 r. został obalony przez Karola Andegaweńskiego. Konradyn chciał odzyskać dziedzictwo ojca, jednak matka starała się przekonać syna, aby pozostał w Niemczech. Konradyn nie posłuchał jej i w 1268 r. wyprawił się przeciwko Karolowi. Został jednak pokonany, pojmany i ścięty w Neapolu.
Elżbieta zmarła 5 lat później, w 1273 r.